# Alicja Szemplińska
Alicja Maria Szemplińska (Ciechanów, 29 april 2002) is een Poolse zangeres.

## Biografie
In 2016 won ze het tv-programma Hit, Hit, Hurray!
In 2019 deed zij mee met het tiende seizoen van The Voice Poland dat ze won, waarop haar eerste single Prawie My volgde. Een paar maanden later won ze de Poolse nationale finale voor het Eurovisiesongfestival, Szansa na Sukces, met het lied Empires. Hiermee zou ze Polen vertegenwoordigen op het Eurovisiesongfestival 2020. Het festival werd evenwel geannuleerd. In 2023 deed ze mee aan Tu Bije Serce Europy, de nieuwe Poolse voorronde voor het Eurovisiesongfestival in Liverpool.

## Discografie
- Prawie My (2019)
- Empires (2020)